# Olga Rukavišnikova
Olga Aleksandrovna Rukavišnikova (rusko Ольга Александровна Рукавишникова), ruska atletinja, * 13. marec 1955, Severodvinsk, Sovjetska zveza.
Nastopila je na poletnih olimpijskih igrah leta 1980, ko je osvojila srebrno medaljo v peteroboju. 